# سقوط رژیم اسد
در ۸ دسامبر ۲۰۲۴، جمهوری عربی سوریه تحت رهبری بشار اسد، در میان حملات گسترده اپوزیسیون سوریه به رهبری هیئت تحریر شام، به عنوان بخشی از جنگ داخلی سوریه که در سال ۲۰۱۱ آغاز شد، فروپاشید. سقوط دمشق، پایان رژیم خانواده اسد بود که از زمان روی کار آمدن حافظ اسد در سال ۱۹۷۱ در نتیجهٔ کودتای نظامی، به عنوان یک دیکتاتوری موروثی توتالیتر بر سوریه حکومت می‌کردند.
با حمله اتاق عملیات جنوب به دمشق در حالی که تلاش می‌کرد رئیس‌جمهور سابق را پیدا کند، گزارش‌هایی منتشر شد مبنی بر اینکه اسد، با هواپیما از پایتخت، گریخته است. شورشیان سوری متعاقباً در تلویزیون دولتی اعلام کردند که بر رژیم پیروز شده‌اند، در حالی که وزارت خارجه روسیه، استعفای اسد و خروج وی از سوریه را اعلام کرد. روسیه متعاقباً گزارش داد که به اسد و خانواده‌اش در مسکو، پناهندگی سیاسی داده است.

## نگارخانه
- سید علی خامنه‌ای در جمعی از روحانیون سوریه، ۶ سال قبل از سقوط رژیم اسد (۱۰ اسفند ۹۶). خامنه‌ای تاکید کرد که به زودی پس از پیروزی بر اسرائیل، در اورشلیم نماز خواهند خواند.

نیروهای اپوزیسیون و مخالف اسد در عرض ۱۱ روز سوریه را گرفتند.
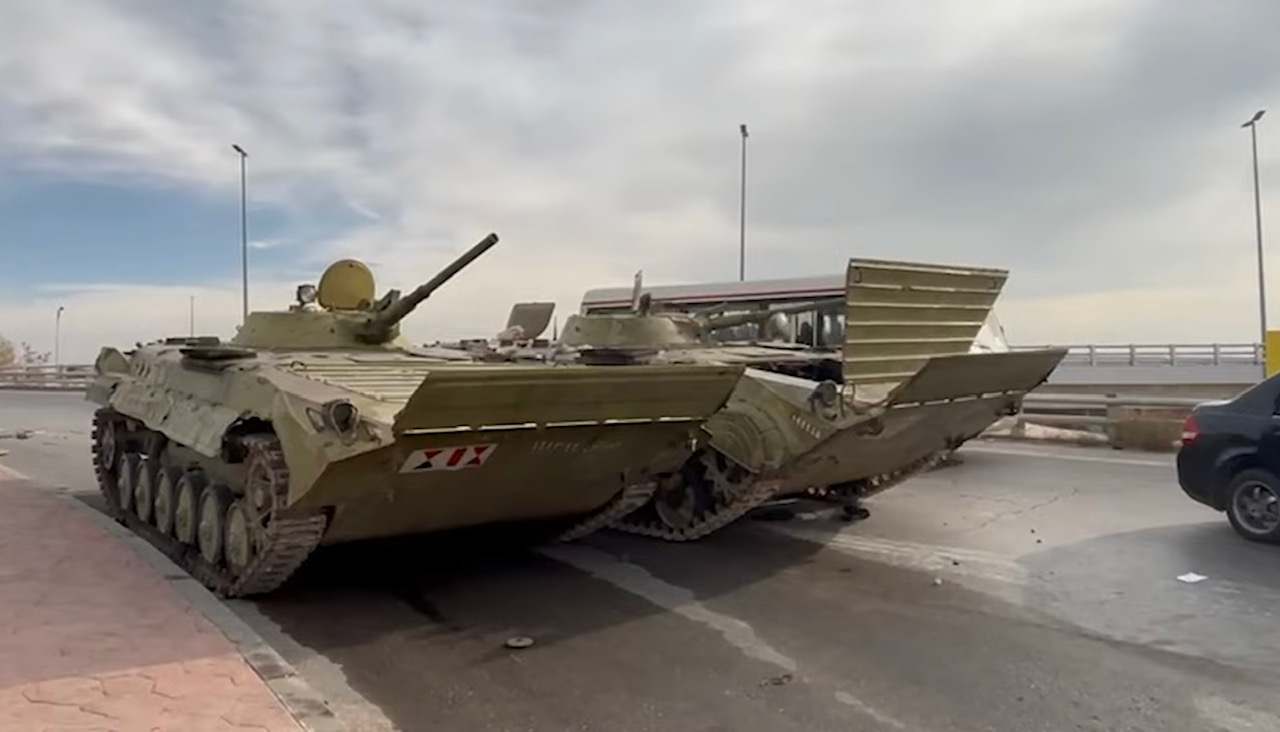
تجهیزات زره ای رها شده توسط نیروهای اسد
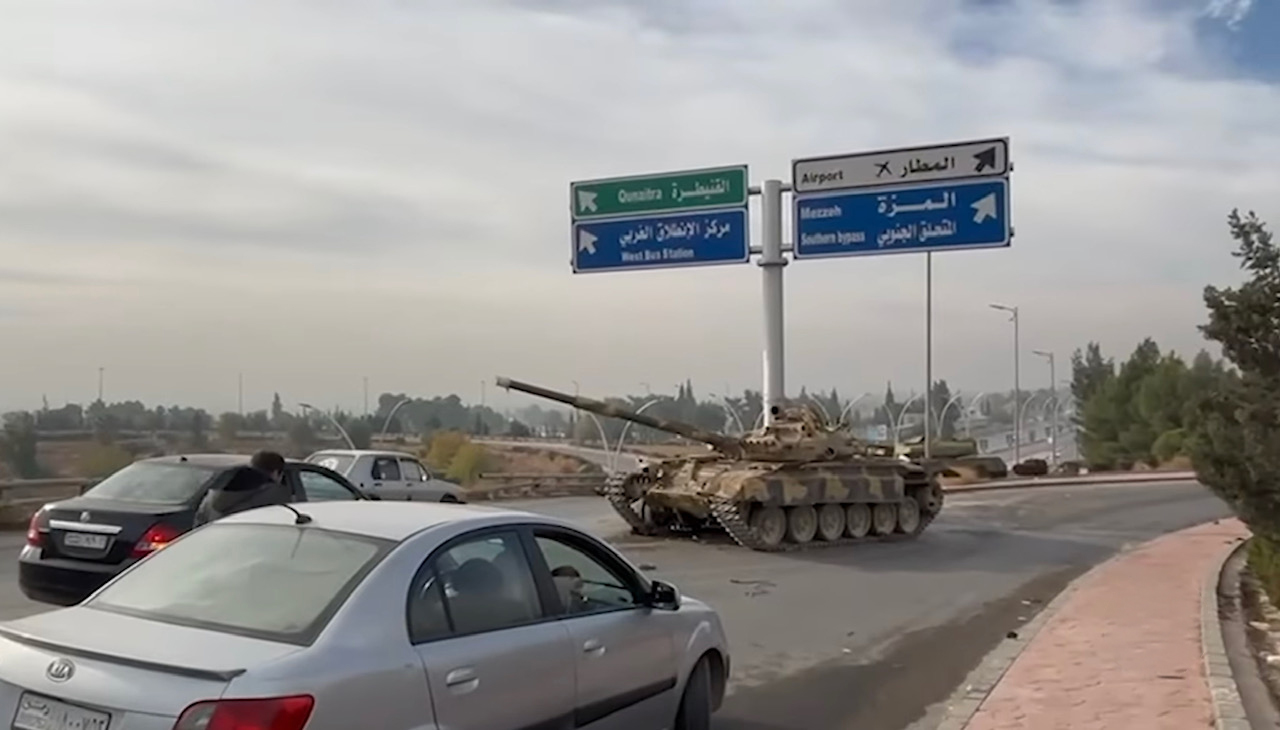
تانکی رها شده توسط نیروهای اسد
احمد الشرع در حال دست دادن با رهبر کردهای سوریه